# PalaTricalle Sandro Leombroni
Il PalaTricalle Sandro Leombroni è un impianto sportivo polivalente situato a Chieti.
Ha una capienza di circa 2 600 posti.

## Descrizione e storia
Posizionato all'esterno del centro storico, nel quartiere Tricalle, l'impianto è facilmente raggiungibile da tutte le autostrade e le strade statali senza dover necessariamente transitare nel centro urbano. È dotato di un soffitto particolarmente alto che poggia su tribune triangolari, quattro vani di entrata agli angoli della base a pianta quadrata e adiacente ampio parcheggio esterno, ad uso esclusivo e servito da due rampe di accesso carrabili.
I primi accenni di storia dell'impianto risalgono al 1972, quando l'allora sindaco Arduino Roccioletti annunciò la creazione di una nuova struttura per le partite della Moretti Chieti, che all'epoca militava nella seconda serie nazionale. La lentezza della burocrazia portò ad individuare l'architetto solo nel dicembre 1975, così come servirono alcuni anni per individuare l'area su cui edificare. I lavori cominciarono infine nel dicembre 1981.
L'inaugurazione avvenne il 22 giugno 1984 con un torneo cestistico pre-olimpico vinto dall'Unione Sovietica sull'Italia. All'epoca la capienza era di 3 550 posti.
Con il declino del basket teatino, avvenuto durante gli anni '80, l'impianto smise di ospitare le partite della pallacanestro cittadina.
Nel febbraio 2001 il PalaTricalle divenne temporaneamente il palazzetto di casa del Roseto Basket, società che stava affrontando la sua prima annata in Serie A1 e che fu costretta ad emigrare a Chieti per il resto del campionato a seguito della decisione della Lega Basket di revocare la deroga al palasport rosetano.
Nel 2007 il palasport venne ristrutturato, con una significativa riduzione della capienza degli spalti al fine di aumentare la superficie di gioco ai mutati criteri di omologazione sportiva nazionale ed internazionale nonché di adeguamento alle esigenze della stampa e delle riprese televisive.
Quell'anno la struttura ospitò la fase finale degli Europei Femminili di pallacanestro 2007, mentre due anni più tardi fu sede delle competizioni di pallavolo e di ginnastica artistica dei Giochi del Mediterraneo 2009.
L'11 maggio 2011 l'impianto venne intitolato ad Alessandro "Sandro" Leombroni, cestista della Pallacanestro Chieti scomparso a 54 anni nel 2004. Fu il primo atleta teatino a giocare in Serie A1 di pallacanestro.